# Espanha nos Jogos Paralímpicos de Verão de 2008
Espanha participou dos Jogos Paralímpicos de Verão de 2008, que foram realizados na cidade de Pequim, na China, entre os dias 6 e 17 de setembro de 2008. A delegação espanhola conquista 58 medalhas (15 ouros, 21 pratas, 22 bronzes).